# Circa:
A Circa: egy amerikai szupergroup, melyben három egykori illetve jelenlegi Yes-tag (Alan White dobos, Tony Kaye billentyűs és Billy Sherwood basszusgitáros/gitáros), valamint Jimmy Haun gitáros játszik.

## A zenészek előélete
Jimmy Haun és Michael Sherwood (Billy Sherwood bátyja) már gyerekkorukban baráti viszonyban voltak, ezért ketten megalapították a Lodgic nevű együttest. A zenekarba Billy is belépett, de az rövid időn belül feloszlott. Ezután 1981-ben a fiatalabbik Sherwood találkozott Chris Squire basszusgitárossal, aki a Yes tagjaként vált híressé. Ekkor folytak a munkálatok az új lemezükön, így Billy is csatlakozott hozzájuk, miközben Michael és Jimmy Haun az ABWH-projektben kaptak kisebb szerepeket. Még az Union megjelenése előtt újraalakult a Yes, így nagyon sokan munkálkodtak már a felvételek végén, ami hivatalosan 1992-ben ért véget. A lemez megjelenése után megalakult a The Chris Squire Experiment nevű zenekar, amelynek Alan White, Haun, valamint a két Sherwood lettek a tagjai Squire mellett. A zenekar neve később Conspiracy lett, ám ekkor Haun már nem volt tag.
Billy ezek után is a Yes billentyűse maradt: szerepelt az 1994-es Talk című albumon, majd a lemezbemutató-koncerten is játszott Jon Anderson, Trevor Rabin, Chris Squire, Alan White és Tony Kaye oldalán.
Nem sokkal később kilépett az együttesből, és Pink Floyd tribute-lemezeket kezdett el gyártani. Az ilyen projektekben olyan régi Yes-tagok segítettek neki, mint Kaye, White, Geoff Downes, Peter Banks, Bill Bruford, Steve Howe vagy éppen Rick Wakeman. Ez idő alatt különféle neveken játszottak ugyanazon zenészek, akik már játszottak többször egymással.
Mindezek felett 2006-ban megunták ezt a fajta zenélést, így Kaye és Billy javaslatára megalapították a zenekarukat, majd 2007-ben kiadták a Circa: 2007 című stúdiólemezüket.

## Albumok és koncertek
2007. július 30-án kiadták első nagylemezüket Circa: 2007 címen, melyen 9 szám található meg, ebből kettő Billy Sherwood és Trevor Rabin 1995-ben írt dala. Az albumon Michael Sherwood és Cole Coleman is játszik vendégzenészként.
Az első lemezbemutató-koncertre 2007. augusztus 23-án került sor Kalifornia államban. Ezen az előadáson a Circa: 2007 dalai Yes-számok mellett voltak hallhatóak. Valószínűleg DVD is fog készülni a turnéról.